# Górny Egipt

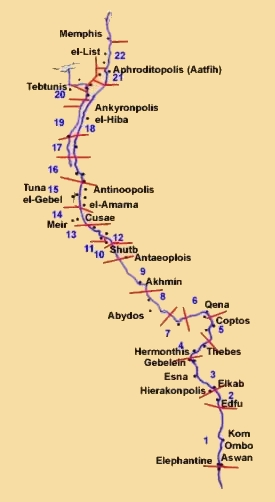
Nomy Górnego Egiptu

Górny Egipt (egip. Ta Shemau) – kraina starożytnego Egiptu nazwana tak dla odróżnienia od leżącej na północ od niej krainy Dolnego Egiptu. Za panowania faraonów zwana była „ziemią jęczmienia”.
Górny Egipt tworzy wąska dolina Nilu od pierwszej katarakty, stanowiącej zazwyczaj południową granicę kraju faraonów, do rejonu położonego przy południowych granicach starożytnej stolicy państwa Memfis. Współcześnie jest to obszar pomiędzy Asuanem na południu po Kair na północy. Egipt Górny tradycyjnie podzielony był na 22 nomy i podział ten przetrwał do najazdu Arabów w VII w. n.e. Najważniejszym miastem starożytnego, Górnego Egiptu były Teby.
Za panowania faraona Menesa, pod koniec IV tysiąclecia p.n.e. doszło do pierwszego połączenia Górnego Egiptu z Dolnym. Wydarzenie to zapoczątkowało okres archaiczny w dziejach kraju. Jako uboższa i mniej zaludniona, kraina ta odgrywała mniejszą rolę w historii niż żyzny i ludny Dolny Egipt. W tzw. okresach przejściowych, w momencie upadku władzy centralnej, Górny Egipt był rządzony niezależnie od Dolnego.
Patronką starożytnego Górnego Egiptu była bogini Nechbet. Naczelnym bóstwem górnoegipskim pozostawał Set.
Górny Egipt od Dolnego odróżniał inny dialekt, obyczaje i kult religijny, a także potrzeby i interesy polityczne, skupiające się na kontaktach z ludami Afryki. Wiele z tych różnic istnieje również w dzisiejszych czasach.
Symbolami Górnego Egiptu była biała korona i kwiat lotosu.